# 夏草
「夏草」（なつくさ）は、俳誌。1930年7月、編集・発行人の宮野小提灯らが、「ホトトギス」で活躍していた山口青邨を主宰に迎え盛岡で発行（発行所は1940年から東京にうつる）。伝統に則った俳句に加え、文章家としても知られていた青邨の意向で写生文も掲載、のちにこれに評論が加わり廃刊までの誌面の特徴となった。青邨は、俳句形式の遵守や季語の活用、「私」の体験を基本とすること、内面的蓄積の必要性などを説き後進を指導、多数の著名俳人を育てた。1988年に青邨が死去し、以後は古舘曹人を選者として継続していたが、「夏草」を青邨一代の俳誌とする考えから2001年5月に通巻650号をもって終刊した。

## 主な参加者
括弧内は各自の主宰誌。退会者なども含む。
- 有馬朗人（「天為」）
- 藺草慶子
- 小原啄葉（「樹氷」）
- 黒田杏子（「藍生」）
- 見學玄（「五季」）
- 斎藤夏風（「屋根」）
- 名取里美（「あかり」）
- 深見けん二（「花鳥来」）
- 福田蓼汀（「山火」）

## 関連文献
- 関悦史 「古舘曹人――「夏草」の幕引き役を務めた「没蹤跡」の人」 『週刊俳句時評』 週刊俳句、2010年12月5日